# Acronyctodes colorata
Acronyctodes colorata là một loài bướm đêm trong họ Geometridae.